# Олимпийский центр Ванкувера
Олимпийский центр Ванкувера (англ. The Vancouver Olympic Centre) — общественный центр для кёрлинга, расположен в парке Хиллкрест (англ. Hillcrest Park) в Ванкувере (Британская Колумбия), одна из арен зимних Олимпийских игр 2010 года. Строительство началось в марте 2007 году. Центр принимал Чемпионат мира по кёрлингу среди юниоров (2009) но части здания все ещё находились в процессе строительства. Во время Олимпиады центр вмещал 6 тысяч человек. На время проведения Олимпийских игр площадка используется для соревнований по кёрлингу, а во время параолимпийских игр — по кёрлингу на инвалидных колясках